# Marcel Granollers
Marcel Granollers Pujol (* 12. April 1986 in Barcelona) ist ein spanischer Tennisspieler.

## Karriere
Der Rechtshänder konnte auf der ATP World Tour bisher vier Einzel- und 27 Doppeltitel gewinnen sowie insgesamt 29 weitere Endspiele erreichen. Seine höchste Einzelplatzierung in der Tennisweltrangliste erreichte er mit Rang 19 im Juli 2012, seine höchste Doppelplatzierung mit Rang 1 im Mai 2024. In der Saison 2011 gewann er mit dem Turnier in Valencia erstmals ein Turnier der ATP-World-Tour-500-Serie im Einzel. Im Doppel konnte er neben sieben Titeln bei Turnieren der 250er-Kategorie in der Saison 2012 erstmals ein Masters gewinnen: Gemeinsam mit Marc López siegte er beim Rom Masters. Mit López gewann er 2012 in Gstaad auch seinen achten Doppeltitel, sie standen in derselben Saison darüber hinaus vier weitere Male in einem World-Tour-Finale. Am Jahresende krönen Granollers und López ihre Saison mit dem Gewinn der World Tour Finals. 2013 erreichten sie nur einmal ein Endspiel, beim Masters in Cincinnati, das sie gegen Bob und Mike Bryan verloren. Im Einzel gewann Marcel Granollers in Kitzbühel seinen vierten Einzeltitel. 2014 gewann er in Buenos Aires mit López den vierten gemeinsamen Titel und seinen zehnten Karrieretitel insgesamt im Doppel. Darüber hinaus standen sie gemeinsam in den Finals der French Open und der US Open.
Seit 2010 spielt er für die spanische Davis-Cup-Mannschaft.
Sein jüngerer Bruder Gerard ist ebenfalls Tennisprofi.

## Erfolge
| Legende (Anzahl der Siege)                       |
| Grand Slam (1)                                   |
| ATP World Tour Finals (1)                        |
| ATP World Tour Masters 1000 (10)                 |
| ATP World Tour 500 (7)                           |
| ATP International Series ATP World Tour 250 (15) |
| ATP Challenger Tour (30)                         |

| Titel nach Belag |
| Hartplatz (14)   |
| Sand (18)        |
| Rasen (2)        |

### Einzel

#### Turniersiege

##### ATP World Tour
| Nr. | Datum            | Turnier   | Belag         | Finalgegner       | Ergebnis       |
| --- | ---------------- | --------- | ------------- | ----------------- | -------------- |
| 1.  | 14. April 2008   | Houston   | Sand          | James Blake       | 6:4, 1:6, 7:5  |
| 2.  | 31. Juli 2011    | Gstaad    | Sand          | Fernando Verdasco | 6:4, 3:6, 6:3  |
| 3.  | 6. November 2011 | Valencia  | Hartplatz (i) | Juan Mónaco       | 6:2, 4:6, 7:63 |
| 4.  | 3. August 2013   | Kitzbühel | Sand          | Juan Mónaco       | 0:6, 7:63, 6:4 |

##### ATP Challenger Tour

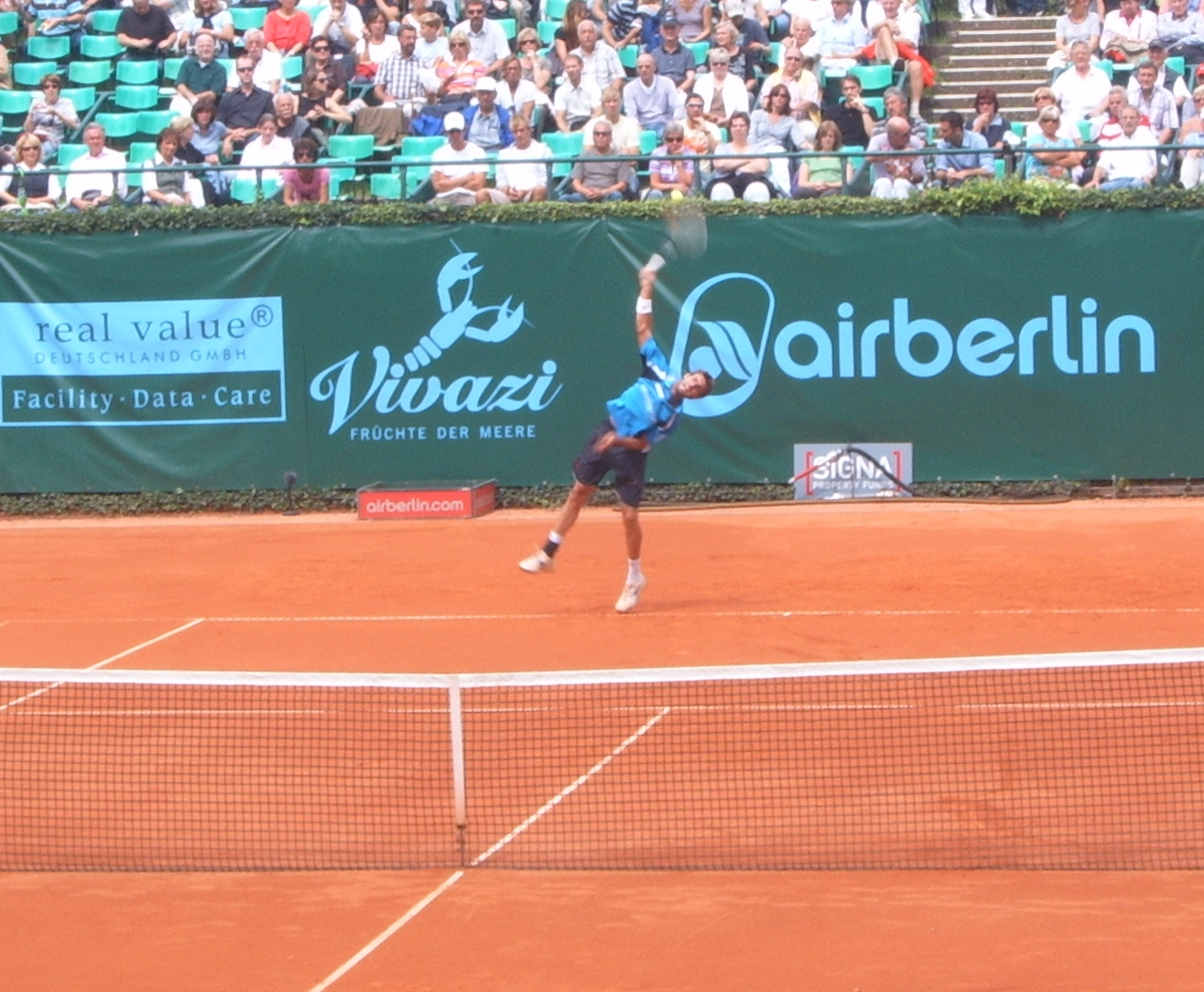
Granollers beim Aufschlag gegen Jewgeni Koroljow

| Nr. | Datum            | Turnier   | Belag     | Finalgegner          | Ergebnis      |
| --- | ---------------- | --------- | --------- | -------------------- | ------------- |
| 1.  | 14. Oktober 2006 | Barcelona | Sand      | Óscar Hernández      | 6:4, 6:1      |
| 2.  | 15. März 2008    | Tanger    | Sand      | Daniel Gimeno Traver | 6:4, 6:4      |
| 3.  | 10. Oktober 2010 | Tarragona | Sand      | Jaroslav Pospíšil    | 1:6, 7:5, 6:0 |
| 4.  | 20. März 2016    | Irving    | Hartplatz | Aljaž Bedene         | 6:1, 6:1      |
| 5.  | 7. Januar 2018   | Bangkok   | Hartplatz | Mats Moraing         | 4:6, 6:3, 7:5 |
| 6.  | 14. Januar 2018  | Bangkok   | Hartplatz | Enrique López Pérez  | 4:6, 6:2, 6:0 |
| 7.  | 12. Januar 2019  | Đà Nẵng   | Hartplatz | Matteo Viola         | 6:2, 6:0      |

#### Finalteilnahmen
| Nr. | Datum            | Turnier    | Belag         | Finalgegner            | Ergebnis      |
| --- | ---------------- | ---------- | ------------- | ---------------------- | ------------- |
| 1.  | 7. November 2010 | Valencia   | Hartplatz (i) | David Ferrer           | 5:7, 3:6      |
| 2.  | 15. Juli 2012    | Umag       | Sand          | Marin Čilić            | 4:6, 2:6      |
| 3.  | 13. April 2014   | Casablanca | Sand          | Guillermo García López | 7:5, 4:6, 3:6 |

### Doppel

#### Turniersiege

##### ATP World Tour
| Nr. | Datum              | Turnier             | Belag         | Partner            | Finalgegner                               | Ergebnis            |
| --- | ------------------ | ------------------- | ------------- | ------------------ | ----------------------------------------- | ------------------- |
| 1.  | 14. Februar 2009   | Costa do Sauípe (1) | Sand          | Tommy Robredo      | Lucas Arnold Ker Juan Mónaco              | 6:4, 7:5            |
| 2.  | 22. Februar 2009   | Buenos Aires (1)    | Sand          | Alberto Martín     | Nicolás Almagro Santiago Ventura          | 6:3, 5:7, [10:8]    |
| 3.  | 25. Oktober 2009   | Moskau              | Hartplatz (i) | Pablo Cuevas       | František Čermák Michal Mertiňák          | 4:6, 7:5, [10:8]    |
| 4.  | 10. Januar 2010    | Chennai             | Hartplatz     | Santiago Ventura   | Lu Yen-hsun Janko Tipsarević              | 7:5, 6:2            |
| 5.  | 8. Februar 2010    | Costa do Sauípe (2) | Sand          | Pablo Cuevas       | Łukasz Kubot Oliver Marach                | 7:5, 6:4            |
| 6.  | 14. Februar 2011   | Auckland            | Hartplatz     | Tommy Robredo      | Johan Brunström Stephen Huss              | 6:4, 7:66           |
| 7.  | 20. Mai 2012       | Rom (1)             | Sand          | Marc López         | Łukasz Kubot Janko Tipsarević             | 6:3, 6:2            |
| 8.  | 22. Juli 2012      | Gstaad              | Sand          | Marc López         | Santiago Giraldo Robert Farah             | 6:4, 7:69           |
| 9.  | 12. November 2012  | London              | Hartplatz (i) | Marc López         | Rohan Bopanna Mahesh Bhupathi             | 7:5, 3:6, [10:3]    |
| 10. | 16. Februar 2014   | Buenos Aires (2)    | Sand          | Marc López         | Pablo Cuevas Horacio Zeballos             | 7:5, 6:4            |
| 11. | 17. Juli 2016      | Båstad              | Sand          | David Marrero      | Marcus Daniell Marcelo Demoliner          | 6:2, 6:3            |
| 12. | 9. Oktober 2016    | Tokio               | Hartplatz     | Marcin Matkowski   | Raven Klaasen Rajeev Ram                  | 6:2, 7:64           |
| 13. | 30. Oktober 2016   | Basel (1)           | Hartplatz (i) | Jack Sock          | Robert Lindstedt Michael Venus            | 6:3, 6:4            |
| 14. | 19. Februar 2017   | Rotterdam           | Hartplatz (i) | Ivan Dodig         | Wesley Koolhof Matwé Middelkoop           | 7:65, 6:3           |
| 15. | 29. Oktober 2017   | Basel (2)           | Hartplatz (i) | Ivan Dodig         | Fabrice Martin Édouard Roger-Vasselin     | 7:5, 7:66           |
| 16. | 4. November 2018   | Paris               | Hartplatz (i) | Rajeev Ram         | Jean-Julien Rojer Horia Tecău             | 6:4, 6:4            |
| 17. | 21. Juli 2019      | Newport             | Rasen         | Serhij Stachowskyj | Marcelo Arévalo Miguel Ángel Reyes Varela | 6:710, 6:4, [13:11] |
| 18. | 11. August 2019    | Montreal (1)        | Hartplatz     | Horacio Zeballos   | Robin Haase Wesley Koolhof                | 7:5, 7:5            |
| 19. | 16. Februar 2020   | Buenos Aires (3)    | Sand          | Horacio Zeballos   | Guillermo Durán Juan Ignacio Londero      | 6:4, 5:7, [18:16]   |
| 20. | 23. Februar 2020   | Rio de Janeiro      | Sand          | Horacio Zeballos   | Salvatore Caruso Federico Gaio            | 6:4, 5:7, [10:7]    |
| 21. | 20. September 2020 | Rom (2)             | Sand          | Horacio Zeballos   | Jérémy Chardy Fabrice Martin              | 6:4, 5:7, [10:8]    |
| 22. | 9. Mai 2021        | Madrid (1)          | Sand          | Horacio Zeballos   | Nikola Mektić Mate Pavić                  | 1:6, 6:3, [10:8]    |
| 23. | 22. August 2021    | Cincinnati          | Hartplatz     | Horacio Zeballos   | Steve Johnson Austin Krajicek             | 7:65, 7:65          |
| 24. | 19. Juni 2022      | Halle               | Rasen         | Horacio Zeballos   | Tim Pütz Michael Venus                    | 6:4, 6:75, [14:12]  |
| 25. | 15. Oktober 2023   | Shanghai            | Hartplatz     | Horacio Zeballos   | Rohan Bopanna Matthew Ebden               | 5:7, 6:2, [10:7]    |
| 26. | 19. Mai 2024       | Rom (3)             | Sand          | Horacio Zeballos   | Marcelo Arévalo Mate Pavić                | 6:2, 6:2            |
| 27. | 12. August 2024    | Montreal (2)        | Hartplatz     | Horacio Zeballos   | Rajeev Ram Joe Salisbury                  | 6:2, 7:64           |
| 28. | 6. April 2025      | Bukarest            | Sand          | Horacio Zeballos   | Jakob Schnaitter Mark Wallner             | 7:63, 6:4           |
| 29. | 5. Mai 2025        | Madrid (2)          | Sand          | Horacio Zeballos   | Marcelo Arévalo Mate Pavić                | 6:4, 6:4            |
| 30. | 7. Juni 2025       | French Open         | Sand          | Horacio Zeballos   | Joe Salisbury Neal Skupski                | 6:0, 6:75, 7:5      |

##### ATP Challenger Tour
| Nr. | Datum              | Turnier         | Belag         | Partner           | Finalgegner                                            | Ergebnis         |
| --- | ------------------ | --------------- | ------------- | ----------------- | ------------------------------------------------------ | ---------------- |
| 1.  | 7. August 2005     | Segovia         | Hartplatz     | Álex López Morón  | Daniele Bracciali Uros Vico                            | 6:4, 6:2         |
| 2.  | 4. Juni 2006       | Turin           | Sand          | Marc López        | Leonardo Azzaro Flavio Cipolla                         | 6:4, 6:3         |
| 3.  | 16. Juli 2006      | Mantua          | Sand          | Pablo Andújar     | Alessandro Motti Daniel Muñoz de la Nava               | 6:3, 5:7, [10:7] |
| 4.  | 12. August 2006    | Vigo            | Sand          | Pablo Andújar     | Augustin Gensse Horacio Zeballos                       | 7:64, 6:1        |
| 5.  | 16. September 2006 | Sevilla (1)     | Sand          | Pablo Andújar     | Hugo Armando Carlos Poch Gradin                        | 4:6, 6:3, [10:8] |
| 6.  | 1. Oktober 2006    | Bratislava      | Sand          | Flavio Cipolla    | David Marrero Pablo Santos González                    | 7:64, 6:4        |
| 7.  | 1. April 2007      | Neapel          | Sand          | Flavio Cipolla    | Marco Crugnola Alessio di Mauro                        | 6:4, 6:2         |
| 8.  | 5. Mai 2007        | Rom             | Sand          | Flavio Cipolla    | Stefano Galvani Manuel Jorquera                        | 3:6, 6:1, [11:9] |
| 9.  | 12. Mai 2007       | Maspalomas      | Sand          | Marc López        | Leonardo Azzaro Rainer Eitzinger                       | 3:6, 6:1, [10:3] |
| 10. | 5. August 2007     | Timișoara       | Sand          | Santiago Ventura  | Lazar Magdinčev Predrag Rusevski                       | 6:1, 6:4         |
| 11. | 15. September 2007 | Sevilla (2)     | Sand          | Santiago Ventura  | Miquel Perez Puigdomenech José Antonio Sánchez de Luna | 6:3, 6:3         |
| 12. | 30. September 2007 | Bukarest        | Sand          | Santiago Ventura  | Florin Mergea Horia Tecău                              | 6:2, 6:1         |
| 13. | 7. Oktober 2007    | Tarragona       | Sand          | Santiago Ventura  | Pablo Andújar Daniel Muñoz de la Nava                  | 6:4, 7:6         |
| 14. | 28. Oktober 2007   | Belo Horizonte  | Sand          | Santiago Ventura  | Adrián García Leonardo Mayer                           | 6:3, 6:3         |
| 15. | 29. März 2008      | Barletta        | Sand          | Flavio Cipolla    | Oliver Marach Michal Mertiňák                          | 6:3, 2:6, [11:9] |
| 16. | 6. Dezember 2009   | Chanty-Mansijsk | Hartplatz (i) | Gerard Granollers | Jewgeni Kirillow Andrei Kusnezow                       | 6:3, 6:2         |
| 17. | 5. Juni 2010       | Prostějov       | Sand          | David Marrero     | Johan Brunström Jean-Julien Rojer                      | 3:6, 6:4, [10:6] |
| 18. | 10. Juli 2010      | Pozoblanco      | Hartplatz     | Gerard Granollers | Brian Battistone Filip Prpic                           | 6:4, 4:6, [10:4] |
| 19. | 6. Januar 2018     | Bangkok         | Hartplatz     | Gerard Granollers | Zdeněk Kolář Gonçalo Oliveira                          | 6:3, 7:66        |
| 20. | 3. Februar 2018    | Burnie          | Hartplatz     | Gerard Granollers | Evan King Max Schnur                                   | 7:68, 6:2        |
| 21. | 29. Juli 2018      | Binghamton      | Hartplatz     | Gerard Granollers | Alejandro Gómez Caio Silva                             | 7:62, 6:4        |
| 22. | 9. Juni 2019       | Surbiton        | Rasen         | Ben McLachlan     | Kwon Soon-woo Ramkumar Ramanathan                      | 4:6, 6:3, [10:2] |
| 23. | 16. März 2025      | Phoenix         | Hartplatz     | Horacio Zeballos  | Austin Krajicek Rajeev Ram                             | 6:3, 7:62        |

#### Finalteilnahmen
| Nr. | Datum              | Turnier       | Belag         | Partner          | Finalgegner                             | Ergebnis            |
| --- | ------------------ | ------------- | ------------- | ---------------- | --------------------------------------- | ------------------- |
| 1.  | 14. April 2008     | Houston       | Sand          | Pablo Cuevas     | Ernests Gulbis Rainer Schüttler         | 5:7, 6:73           |
| 2.  | 8. November 2009   | Valencia      | Hartplatz (i) | Tommy Robredo    | František Čermák Michal Mertiňák        | 4:6, 3:6            |
| 3.  | 15. November 2009  | Paris (1)     | Hartplatz (i) | Tommy Robredo    | Daniel Nestor Nenad Zimonjić            | 3:6, 4:6            |
| 4.  | 9. Mai 2010        | Estoril       | Sand          | Pablo Cuevas     | Marc López David Marrero                | 7:61, 4:6, [4:10]   |
| 5.  | 26. September 2010 | Bukarest      | Sand          | Santiago Ventura | Łukasz Kubot Juan Ignacio Chela         | 2:6, 7:5, [11:13]   |
| 6.  | 6. Februar 2011    | Zagreb        | Hartplatz (i) | Marc López       | Dick Norman Horia Tecău                 | 3:6, 4:6            |
| 7.  | 16. Juli 2011      | Stuttgart     | Sand          | Marc López       | Jürgen Melzer Philipp Petzschner        | 3:6, 4:6            |
| 8.  | 3. März 2012       | Acapulco (1)  | Sand          | Marc López       | David Marrero Fernando Verdasco         | 3:6, 4:6            |
| 9.  | 29. April 2012     | Barcelona (1) | Sand          | Marc López       | Mariusz Fyrstenberg Marcin Matkowski    | 6:2, 6:77, [8:10]   |
| 10. | 14. Juli 2012      | Umag          | Sand          | Marc López       | David Marrero Fernando Verdasco         | 3:6, 6:74           |
| 11. | 12. August 2012    | Toronto       | Hartplatz     | Marc López       | Bob Bryan Mike Bryan                    | 1:6, 6:4, [10:12]   |
| 12. | 18. August 2013    | Cincinnati    | Hartplatz     | Marc López       | Bob Bryan Mike Bryan                    | 4:6, 6:4, [4:10]    |
| 13. | 7. Juni 2014       | French Open   | Sand          | Marc López       | Julien Benneteau Édouard Roger-Vasselin | 3:6, 6:71           |
| 14. | 7. September 2014  | US Open (1)   | Hartplatz     | Marc López       | Bob Bryan Mike Bryan                    | 3:6, 4:6            |
| 15. | 17. Mai 2015       | Rom (1)       | Sand          | Marc López       | Pablo Cuevas David Marrero              | 4:6, 5:7            |
| 16. | 24. April 2016     | Barcelona (2) | Sand          | Pablo Cuevas     | Bob Bryan Mike Bryan                    | 5:7, 5:7            |
| 17. | 15. April 2017     | Marrakesch    | Sand          | Marc López       | Dominic Inglot Mate Pavić               | 4:6, 6:2, [9:11]    |
| 18. | 21. Mai 2017       | Rom (2)       | Sand          | Ivan Dodig       | Pierre-Hugues Herbert Nicolas Mahut     | 6:4, 4:6, [3:10]    |
| 19. | 5. November 2017   | Paris (2)     | Hartplatz (i) | Ivan Dodig       | Łukasz Kubot Marcelo Melo               | 6:73, 6:3, [6:10]   |
| 20. | 6. September 2019  | US Open (2)   | Hartplatz     | Horacio Zeballos | Juan Sebastián Cabal Robert Farah       | 4:6, 5:7            |
| 21. | 13. September 2020 | Kitzbühel     | Sand          | Horacio Zeballos | Austin Krajicek Franko Škugor           | 6:75, 5:7           |
| 22. | 20. März 2021      | Acapulco (2)  | Hartplatz     | Horacio Zeballos | Ken Skupski Neal Skupski                | 6:73, 4:6           |
| 23. | 10. Juli 2021      | Wimbledon (1) | Rasen         | Horacio Zeballos | Nikola Mektić Mate Pavić                | 4:6, 6:75, 6:2, 5:7 |
| 24. | 27. Mai 2023       | Genf          | Sand          | Horacio Zeballos | Jamie Murray Michael Venus              | 6:76, 6:73          |
| 25. | 15. Juli 2023      | Wimbledon (2) | Rasen         | Horacio Zeballos | Wesley Koolhof Neal Skupski             | 4:6, 4:6            |
| 26. | 19. November 2023  | Turin         | Hartplatz (i) | Horacio Zeballos | Rajeev Ram Joe Salisbury                | 3:6, 4:6            |
| 27. | 13. Januar 2024    | Auckland      | Hartplatz     | Horacio Zeballos | Wesley Koolhof Nikola Mektić            | 3:6, 7:65, [7:10]   |
| 28. | 18. Februar 2024   | Buenos Aires  | Sand          | Horacio Zeballos | Simone Bolelli Andrea Vavassori         | 2:6, 6:76           |
| 29. | 15. März 2024      | Indian Wells  | Hartplatz     | Horacio Zeballos | Wesley Koolhof Nikola Mektić            | 6:72, 6:74          |

## Abschneiden bei Grand-Slam-Turnieren

### Einzel
| Turnier         | 2006 | 2007 | 2008 | 2009 | 2010 | 2011 | 2012 | 2013 | 2014 | 2015 | 2016 | 2017 | 2018 | 2019 | Karriere |
| --------------- | ---- | ---- | ---- | ---- | ---- | ---- | ---- | ---- | ---- | ---- | ---- | ---- | ---- | ---- | -------- |
| Australian Open | —    | —    | 1    | 2    | 2    | 1    | 2    | 2    | 1    | 2    | 2    | 1    | —    | 1    | 2        |
| French Open     | —    | —    | 2    | 1    | 2    | 2    | AF   | 1    | AF   | 2    | AF   | 1    | Q1   | —    | AF       |
| Wimbledon       | 1    | Q2   | 1    | 2    | 2    | 1    | 1    | 1    | 2    | 2    | 2    | 1    | Q2   | 2    | 2        |
| US Open         | Q2   | Q1   | 1    | 2    | 2    | 3    | 2    | AF   | 3    | 2    | 2    | —    | 1    | 1    | AF       |

Zeichenerklärung: S = Turniersieg; F, HF, VF, AF = Einzug ins Finale / Halbfinale / Viertelfinale / Achtelfinale; 1, 2, 3 = Ausscheiden in der 1. / 2. / 3. Hauptrunde; Q1, Q2, Q3 = Ausscheiden in der 1. / 2. / 3. Qualifikationsrunde; nicht ausgetragen

### Doppel
Die Tabelle listet die Ergebnisse der Grand-Slam-Turniere, der ATP Finals, der Olympischen Spiele, des Davis Cups und der Masters-Turniere auf.
| Turnier           | 2025 | 2024 | 2023 | 2022 | 2021 | 2020 | 2019 | 2018 | 2017 | 2016 | 2015 | 2014 | 2013 | 2012 | 2011 | 2010 | 2009 | 2008 | 2007 | Karriere |
| ----------------- | ---- | ---- | ---- | ---- | ---- | ---- | ---- | ---- | ---- | ---- | ---- | ---- | ---- | ---- | ---- | ---- | ---- | ---- | ---- | -------- |
| Australian Open   | —    | AF   | HF   | HF   | 1    | AF   | 1    | 2    | VF   | HF   | 1    | 2    | HF   | 1    | AF   | 2    | 1    | 2    | —    | 4 × HF   |
| French Open       | S    | HF   | HF   | HF   | 2    | AF   | 1    | 2    | VF   | VF   | 1    | F    | VF   | 1    | 2    | 1    | 2    | 2    | 2    | 1 × S    |
| Wimbledon         | HF   | HF   | F    | —    | F    |      | 1    | 2    | AF   | AF   | 2    | AF   | 1    | 1    | AF   | VF   | 1    | VF   | 1    | 2 × F    |
| US Open           |      | VF   | AF   | 1    | VF   | 1    | F    | AF   | AF   | 1    | AF   | F    | AF   | HF   | AF   | HF   | 2    | 1    | 2    | 2 × F    |
| ATP Finals        |      | RR   | F    | RR   | HF   | HF   | —    | —    | RR   | —    | —    | RR   | RR   | S    | —    | —    | —    | —    | —    | 1 × S    |
| Indian Wells      | 1    | F    | 1    | AF   | 1    |      | —    | —    | 1    | 1    | AF   | —    | AF   | AF   | 1    | —    | —    | —    | —    | 1 × F    |
| Miami             | 1    | HF   | 1    | VF   | 1    |      | AF   | —    | VF   | AF   | 1    | 1    | HF   | AF   | 1    | —    | —    | —    | —    | 2 × HF   |
| Monte Carlo       | 1    | HF   | 1    | VF   | HF   |      | 1    | VF   | VF   | 1    | VF   | 1    | AF   | HF   | VF   | 1    | —    | —    | —    | 3 × HF   |
| Madrid            | S    | HF   | 1    | VF   | S    |      | 1    | AF   | VF   | AF   | HF   | AF   | AF   | VF   | AF   | HF   | VF   | VF   | —    | 2 × S    |
| Rom               | VF   | S    | HF   | —    | VF   | S    | —    | HF   | F    | VF   | F    | AF   | VF   | S    | —    | VF   | —    | —    | —    | 3 × S    |
| Hamburg           |      |      |      |      |      |      |      |      |      |      |      |      |      |      |      |      |      | —    | —    | —        |
| Kanada            |      | S    | HF   | VF   | —    |      | S    | —    | —    | —    | —    | VF   | VF   | F    | —    | —    | —    | —    | —    | 2 × S    |
| Cincinnati        |      | HF   | 1    | VF   | S    | VF   | —    | —    | —    | AF   | —    | AF   | F    | VF   | —    | —    | —    | —    | —    | 1 × S    |
| Shanghai          |      |      |      |      |      |      | AF   | —    | VF   | VF   | —    | HF   | VF   | —    | AF   | —    | —    |      |      | 1 × HF   |
| Paris             |      | AF   | VF   | AF   | —    | —    | AF   | S    | F    | —    | AF   | HF   | VF   | —    | —    | 1    | F    | —    | —    | 1 × S    |
| Olympische Spiele |      | AF   |      |      |      | —    |      |      |      | —    |      |      |      | 1    |      |      |      | —    |      | 1 × AF   |
| Davis Cup         |      |      | —    | —    | —    | —    | —    | HF   | —    | —    | —    | —    | 1    | F    | S    | VF   | —    | —    | —    | 1 × S    |

Zeichenerklärung: S = Turniersieg; F, HF, VF, AF = Einzug ins Finale, Halb-, Viertel-, Achtelfinale; 1, 2, 3 = Ausscheiden in der 1., 2., 3. Haupt- / Finalrunde; Q1, Q2, Q3 = Ausscheiden in der 1., 2. 3. Qualifikationsrunde; RR = Round Robin (Gruppenphase); nicht ausgetragen oder andere Kategorie; PO (Playoff), P2 = Auf-/Abstiegsrunde zur Weltgruppe I/II im Davis Cup; W2 = Teilnahme in der Weltgruppe II

### Mixed
| Turnier         | 2018 | Karriere |
| --------------- | ---- | -------- |
| Australian Open | AF   | AF       |
| French Open     | 1    | 1        |
| Wimbledon       | —    | —        |
| US Open         | —    | —        |